# Bjelanovac
Bjelanovac je naselje u Republici Hrvatskoj u Požeško-slavonskoj županiji, u sastavu grada Lipika.

## Zemljopis
Bjelanovac se nalazi južno od Lipika na cesti prema Okučanima.

## Stanovništvo
Prema popisu stanovništva iz 2011. godine Bjelanovac je imao 12 stanovnika.
| broj stanovnika | 172   | 156   | 161   | 165   | 194   | 214   | 209   | 210   | 144   | 138   | 144   | 101   | 77    | 58    | 33    | 12    | 4     |
|                 | 1857. | 1869. | 1880. | 1890. | 1900. | 1910. | 1921. | 1931. | 1948. | 1953. | 1961. | 1971. | 1981. | 1991. | 2001. | 2011. | 2021. |